# A Flock of Seagulls
A Flock of Seagulls – brytyjski zespół nurtu new wave i synth-pop. Grupę założył w 1979 roku w Liverpoolu Mike Score (z zawodu fryzjer). Nazwa została zaczerpnięta z noweli Mewa autorstwa Richarda Bacha (ang. tyt. oryg. Jonathan Livingston Seagull).
Zespół uważany jest za jedną z najbardziej wpływowych grup muzycznych lat 80. XX w., które pomogły definiować ówczesną scenę new romantic, odciskając swoje piętno na współczesnej muzyce elektronicznej, tanecznej i pop. Kompozycje zespołu zyskiwały oryginalność, przebojowość i muzyczną głębię zwłaszcza dzięki specyficznemu stylowi gitarzysty Paula Reynoldsa i jego charakterystycznym riffom, doskonale wpisującym się w syntezatorowe, przestrzenne tło muzyczne.

## Historia
Pierwsze nagrania nie przyniosły grupie popularności, dopiero singiel z utworem „I Ran” wydany w 1982 roku przyniósł jej rozgłos.
W 1983 roku nagrali swoją pierwszą płytę A Flock of Seagulls. Mimo że zespół zaproponował dość schematyczne kompozycje oparte na wyeksponowanym brzmieniu syntezatorów, płyta odniosła sukces (producentem był Mike Howlett). W 1983 roku zespół wydał drugi album – Listen (producentem był ponownie Howlett). Popularność zyskały zwłaszcza utwory „If I Had A Photograph Of You” oraz „Space Age Love Song”. W 1984 roku ukazał się trzeci album zespołu The Story Of A Young Heart (producentem był Steve Lovell) z hitem „The More You Live, The More You Love”. Ostatni album „Dream Come True” nie odniósł sukcesu (producentem był sam Mike Score), w następstwie tego zespół zakończył działalność.
W 1988 roku Mike Score wydał singel „Magic”, który nie zdobył dużej popularności.
W 2014 roku zespół wypuścił nowy album Zeebratta i w 2018 roku album Ascension.
Utwór „Space Age Love Song” został wykorzystany w ścieżce dźwiękowej komedii romantycznej Szansa dla karierowicza z 1991 roku i w tej wersji zdobył dużą popularność w portalu youtube współcześnie.

## Nagrody Grammy
W 1983 roku zespół zdobył nagrodę Grammy w kategorii Best Rock Instrumental Performance za utwór D.N.A z albumu A Flock of Seagulls.

## Aktualny skład
- Mike Score (instrumenty klawiszowe, śpiew, gitara) (1980–1986, od 1988)
- Pando (bas) (Od 2004)
- Kevin Rankin (perkusja) (Od 2016)
- Gord Deppe (gitara) (Od 2017)

## Dyskografia[8]
- 1981 Modern Love Is Automatic (EP)
- 1982 A Flock of Seagulls
- 1983 Listen
- 1984 The Story of a Young Heart
- 1985 Dream Come True
- 1995 The Light at the End of the World
- 2018 Ascension
- 2019 Transferred Discretion